# Monkeyshines, No. 2
Monkeyshines, No. 2 (česky Monkeyshines, č. 2) je britský němý film z roku 1890. Režiséry jsou William Kennedy Dickson (1860–1935) a William Heise (1847–1910). Film trvá necelou minutu.

## Děj
Film zachycuje bíle oblečeného muže, jak gestikuluje.

## Obsazení
| Giuseppe Sacco Albanese | muž |